# Charles Thewissen
Marie Antoine François Charles Thewissen (Maastricht, 16 april 1905 – Maastricht, 16 augustus 1973) was een populariserend historicus in de Nederlandse stad Maastricht, die werkte vanuit de Groot-Nederlandse gedachte.

## Levensloop
Charles ("Sjarel") Thewissen studeerde middeleeuwse geschiedenis aan de Katholieke Universiteit Nijmegen, waar hij actief was in de Dietsche studentenbeweging en publiceerde in het studentenblad Vox Carolina en het Roomsch Studentenblad. Na een eervol, maar tijdrovend student-assistentschap op het instituut voor Middeleeuwse Geschiedenis, deed hij in 1932 kandidaatsexamen en in 1935 doctoraal. In 1939 promoveerde hij tot doctor in de Letteren en Wijsbegeerte op een onderzoek naar het Byzantijns patriarchaalkruis en het zogenaamde 'borstkruis van Constantijn de Grote'. Beide behoorden ooit tot de kerkschat van het Onze-Lieve-Vrouwekapittel in Maastricht, maar werden in de negentiende eeuw door de toenmalige eigenaar geschonken aan de paus. Zowel in de winter van 1929/1930, als in 1936 deed hij hiervoor onderzoek in de Vaticaanse Bibliotheek en archieven te Rome.
Thewissen vestigde zich in Maastricht, waar hij op 8 april 1938 huwde met Juliëtte Sidonie Leonie Marie van Noorden (1909-2003). Het echtpaar kreeg een dochter en vier zonen. Voor de oorlog was hij docent staatsinrichting aan de Gemeentelijke HBS en de MMS van de Zusters van het Arme Kind Jezus in Maastricht, later - in de jaren 1950 - aan het Bisschoppelijk College in Sittard. Daarnaast was Thewissen maatschappelijk zeer actief. Hij was onder meer lid van het plaatselijke 'Comité van Vijf' en organiseerde als zodanig mede het carnaval en openluchtmanifestaties, waaronder die ter gelegenheid van de heiligdomsvaart van 1938. In 1938 werd hij tevens lid van de Maastrichtse monumentencommissie en secretaris van de Provinciale Heemkunde-commissie. Van 1939 tot 1942 was hij directeur van de Maastrichtse VVV en publiceerde hij onder meer in de plaatselijke krant.
In juni 1941 accepteerde Thewissen als secretaris van de Provinciale Heemkunde-commissie een uitnodiging om toe te treden tot het bestuur van de Limburgsche Raad van Kultuur en Kunst. Deze organisatie was in mei in het leven geroepen door de NSB-commissaris in Limburg, graaf Max de Marchant et d'Ansembourg en kan gezien worden als een onderdeel van de Limburgse afdeling van de NSB. Toen bisschop Lemmens dit lidmaatschap onverenigbaar stelde met het katholicisme, nam Thewissen echter ontslag bij de Raad. Enkele jaren later trad hij op 1 augustus 1943 op contractbasis toe tot het nationaalsocialistisch gemeentebestuur, met de rang van referendaris voor onderwijs, kunsten en wetenschappen met een vaste aanstelling in augustus 1944. Dit werd hem enkele maanden later, na de Bevrijding van Maastricht op 13 en 14 september 1944, niet in dank afgenomen. Hij werd in voorlopige hechtenis genomen, maar in 1945 door het Tribunaal voor de Bijzondere Rechtspleging buiten vervolging gesteld. Ook de Commissie voor de Perszuivering stelde hem buiten vervolging. Zijn leraarsbaan bij de Gemeente was inmiddels door gewoon ontslag vervallen, zonder verlies van pensioenrechten. Wel werd hij op 1 februari 1945 geschorst, en op 7 februari 1947 met terugwerkende kracht als gemeenteambtenaar ontslagen, met terugwerkende kracht tot 1 april 1945. In 1948 volgde, eveneens met terugwerkende kracht, zijn ontslag als leraar bij de gemeentelijke HBS aan de Helmstraat. In 1950 kreeg Thewissen een positie als leraar aan het Bisschoppelijk College te Sittard. Ook was hij publicist en journalist bij De Maasbode, en tot 1964 bij het Limburgs Dagblad. Daarna werd hij hoofdredacteur bij De Nieuwe Limburger. Hij publiceerde zowel onder zijn vroegere pseudoniem Karel Matthijs, als onder eigen naam. Mogelijk als gevolg van aanvankelijke moeilijkheden om zijn werk gepubliceerd te krijgen, werd hij tevens uitgever van zijn eigen werk. Hij produceerde onder meer mooi verzorgde uitgaven over de twee hoofdkerken van de stad, de Sint-Servaas en de Onze-Lieve-Vrouwe. Hij stierf op 68-jarige leeftijd in Ziekenhuis Sint Annadal te Maastricht.

## Lidmaatschappen en eretekens
Charles Thewissen was lid van:
- de Koninklijke Zuid-Nederlandse Maatschappij voor Taal- en Letterkunde en Geschiedenis te Brussel (B.)
- vanaf 1958 ook van de Maatschappij der Nederlandse Letterkunde te Leiden.
- de Nederlandse Maatschappij van Nijverheid en Handel
- de Vereniging van Nederlandse schrijvers te Hasselt (B.)
- de Vereniging V.E.L.D.E.K.E.

Hij was erelid van:
- de Limburgse Vereniging van Karnavalsartiesten
- het parochiezangkoor van de Onze Lieve Vrouwe Basiliek
- de Mannenzangvereniging Wieker Eindrach

In 1959 ontving hij voor de tekst van De Mosasaur, een toneelspel in Maastrichts dialect, de Edmond Jaspar-prijs.
In 1970 kreeg hij voor zijn vele werk voor buuttereedners de Gouden Toon Hermans-legpenning van de Limburgse Bond van Karnavalsartiesten.

## Publicaties
Thewissen publiceerde vanaf midden jaren 1920 onder zijn naamletters C.T., tevens een afkorting van de Latijnse spreuk conor tueri ("ik tracht te beschutten"). Hij schreef in een onconventionele en veelal populaire stijl. Daar hij in zijn werk vaak lokale historische mythen verwerkte en soms een al te chauvinistische visie tentoonspreidde, moeten zijn publicaties uit wetenschappelijk oogpunt met voorzichtigheid benaderd worden.
- 1932: artikel over de Maasveldtocht van Frederik Hendrik, onder pseudoniem Karel Matthijs, in: Roeping
- 1934: Maastricht, onder pseudoniem Karel Matthijs, (VTB wandelboekjes). Antwerpen, Vlaamsche Toeristen Bond.
- 1936: Limburg en Oranje, brochure. Maastricht, Neerlandia.
- 1937: overzicht van de Limburgse geschiedenis en beschrijvingen van alle Limburgse steden en dorpen, die genoemd worden in de eerste druk van De Katholieke Encyclopaedie.[11]
- 1939: Twee Byzantijnse H. Kruisrelieken uit den schat der voormalige kapittelkerk van Onze Lieve Vrouw te Maastricht (proefschrift KU Nijmegen)
- 1941: 'Het Hollandsche tijdperk te Maastricht, de eerste decennia van de medesouvereiniteit der Staten Generaal, 1632-1795', in: PSHAL 76 (1940) 167-242. Herdruk 1959, onder pseudoniem Karel Matthijs, (Voghelstruysreeks, # 5). Maastricht, Van Aelst.
- 1948: Maastricht, door Karel Matthijs (Monografieënreeks, #2). Heerlen, Winants.
- 1955: Limburgsche Jaarkrans, door Karel Matthijs. Maastricht, Thewissen. 3e uitg. in 1965 (Voghelstruysreeks, # 6).
- 1955: Mirakelstad, toneelspel in drie bedrijven met een voorspel, door Karel Matthijs. Maastricht, Charles Thewissen.
- 1956: Zes-en-dertig dichters en de stad Maastricht; herdruk in 1958, 4e herdr. 1965
- 1957: Vijftig jaar Vroom en Dreesmann Maastricht; samengesteld door Charles Thewissen, tekeningen van Hub. Levigne. Maastricht, Boosten-Stols.
- 1957: De Sint-Servaaskerk te Maastricht; foto's Frans Lahaye, titelvignetten Hub Levigne. Maastricht, Charles Thewissen.
- 1958: De Basiliek van Onze Lieve Vrouw te Maastricht; foto's Frans Lahaye, titelvignet HUb Levigne. Maastricht, Charles Thewissen.
- 1958: 75 MOSA. N.V. Porselein- en Tegelfabriek Mosa, Maastricht, 1883-1958, onder red. van Charles Thewissen. Maastricht, Boosten-Stols.
- 1959: Een-en-zestig dichters en de stad Maastricht; uitbreiding van uitgave 1956. Maastricht, Ernest van Aelst.
- 1960: Twee eeuwen Groote Sociëteit van Maastricht: schets van haar geschiedenis van 1760 tot 1960, Maastricht, Van Aelst.
- 1960: De Mosasaur : Mestreegter operètte oet de Fransen tied, door Karel Matthijs (Voghelstruysreeks, #3), Maastricht, Thewissen.
- 1961: Ons Huis in Maastricht (Markt 14)
- 1968: Maastricht, Baarn (Historie van steden en dorpen)
- 1968: Eus eigen leedsjes, bloemlezing van Maastrichtse volksliedjes, Maastricht/Voerendaal.
- 1972: Ons aller Vrijthof, een geïllustreerde geschiedenis van het Vrijthof
- 1972: Klankbodem Maastricht, Maastricht, Leiter-Nypels.

## Trivia
In 1887-1888 werd een doorbraak gerealiseerd in de stadsmuur, van de Sint Pieterskade naar de Begijnenstraat. De nieuw gebouwde Poort Waerachtig droeg aan de veldzijde een vers van Victor de Stuers:
In achttien honderd acht en tachtig

Is deze poort gebouwd Waerachtig.

Vreest God, eert den Koning, doet uw plicht.

De Heer bescherme de stad Maastricht.
Toen de kantelen op de poort, die onjuist bevestigd waren, in 1936 omlaag vielen, parafraseerde Sjarel Thewissen de tekst tot een spotdicht:
In het jaar zes en dertig na negentienhonderd

zijn de kantelen naar onderen gedonderd.

Vrees niet, betaal Uw belasting, doet Uw plicht.

De Gemeentewerken beschermen Maastricht.